# Безвучни двоуснени фрикатив
Безвучни двоуснени или билабијални фрикатив јесте сугласник који се користи у малом броју говорних језика. Симбол у Међународном фонетском алфабету који представља овај звук је //.

## Карактеристике
Карактеристике безвучног двоусненог фрикатива:
- Начин артикулације је фрикативни, што значи да је произведен усмеравањем протока ваздушне струје из плућа низ језик до места артикулације, на коме је усредсређена на оштре ивице скоро стиснутих зуба, узрокујући високофреквентну турбуленцију.
- Место артикулације је воуснено што значи да се изговара помоћу обе усне.
- Фонација је безвучна, што значи да гласне жице не трепере током артикулације.

## Појава
Примери језика где се јавља ова фонема:
| Језик            | Језик            | Реч        | ИПА | Значење         | Напомене                                   |
| ---------------- | ---------------- | ---------- | --- | --------------- | ------------------------------------------ |
| аински језик     | аински језик     | フチ       |     | 'баба'          |                                            |
| ангорски језик   | ангорски језик   | fi         |     | 'тело'          |                                            |
| еве              | еве              | éƒá        |     | 'он је очистио' |                                            |
| ителменски језик | ителменски језик | чуфчуф     |     | 'киша'          |                                            |
| јапански         | јапански         | 腐敗 fuhai |     | 'распад'        | Алофон фонеме /h/ испред самогласника /ɯ/. |
| каинганг         | каинганг         | fy         |     | 'семе'          |                                            |
| квама            | квама            |            |     | 'корпа'         |                                            |
| мао језик        | мао језик        |            |     | 'празан'        |                                            |
| маорски          | маорски          | whakapapa  |     | 'родослов'      |                                            |
| одуди језик      | одуди језик      | pagai      |     | 'кокосов орах'  |                                            |
| шпански          | андалужански     | los viejos |     | 'старци'        | Алофон фонеме /b/ иза фонеме /h/.          |
| туркменски       | туркменски       | fabrik     |     | 'фабрика'       |                                            |